# Hellula hydralis
Espèce
Hellula hydralis est une espèce de lépidoptères de la famille des Crambidae.

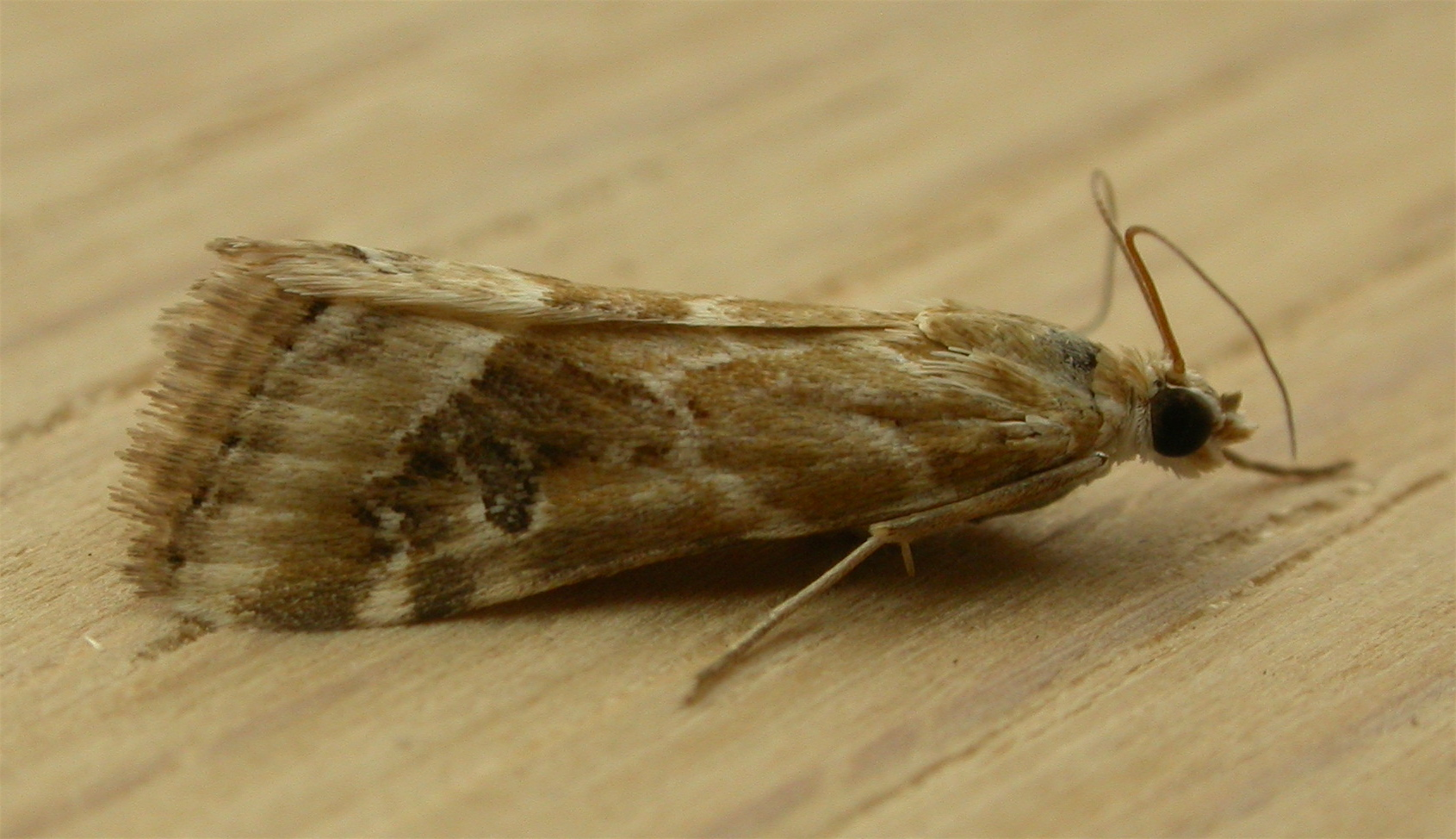

On le trouve en Australie.